# The Last Showgirl
The Last Showgirl ist ein Filmdrama von Gia Coppola. In dem Film spielen Pamela Anderson in der Titelrolle ein in die Jahre gekommenes Showgirl, Kiernan Shipka eine jüngere Kollegin und Billie Lourd ihre Tochter. Der Film feierte im September 2024 beim Toronto International Film Festival seine Premiere. Mitte Dezember 2024 kam der Film in die US-Kinos. Der Kinostart in Deutschland war im März 2025.

## Handlung
Der Bühnenmanager Eddie muss seinen Tänzerinnen eine schlechte Nachricht überbringen. Er informiert seine Exfreundin Shelley und ihre jüngeren Kolleginnen Jodie und Marianne darüber, dass die seit über 30 Jahren laufende Show „The Razzle Dazzle“ in Las Vegas abgesetzt wird. Die fast 60-jährige Shelley muss sich nun Gedanken machen, wie ihre Zukunft aussehen soll. Für einige der jüngeren Tänzerinnen der nächsten Generation ist das Showgirl so etwas wie eine Mutterfigur geworden. In ihrem Privatleben sieht das anders aus. Die Tänzerin versucht, die Beziehung zu ihrer Tochter Hannah in Ordnung zu bringen, die während ihrer Karriere oft hinten anstehen musste. Hannah studiert Fotografie, und ihre Adoptivmutter will, dass sie Grafikdesignerin wird.
In Gesprächen mit ihrer Tochter über die Show, in der sie jahrzehntelang aufgetreten ist, erkennt Shelley, dass sich Las Vegas nicht nur in etwas Neues verwandelt hat, sondern dass sie selbst aktiv eine Rolle bei dieser Entwicklung gespielt hat, im Guten wie im Schlechten.

## Produktion

### Filmstab, Besetzung und Synchronisation
Regie führte Gia Coppola. Es handelt sich bei The Last Showgirl nach Palo Alto von 2013, Mainstream von 2020 und The Seven Faces of Jane von 2022 um ihren vierten Spielfilm. Neben Natalie Farrey wurde der Film von Gia Coppolas Cousin Robert Coppola Schwartzman produziert. Das Drehbuch schrieb Kate Gersten. Sie war in der Vergangenheit vor allem für Fernsehserien wie Mozart in the Jungle und Schmigadoon! tätig.

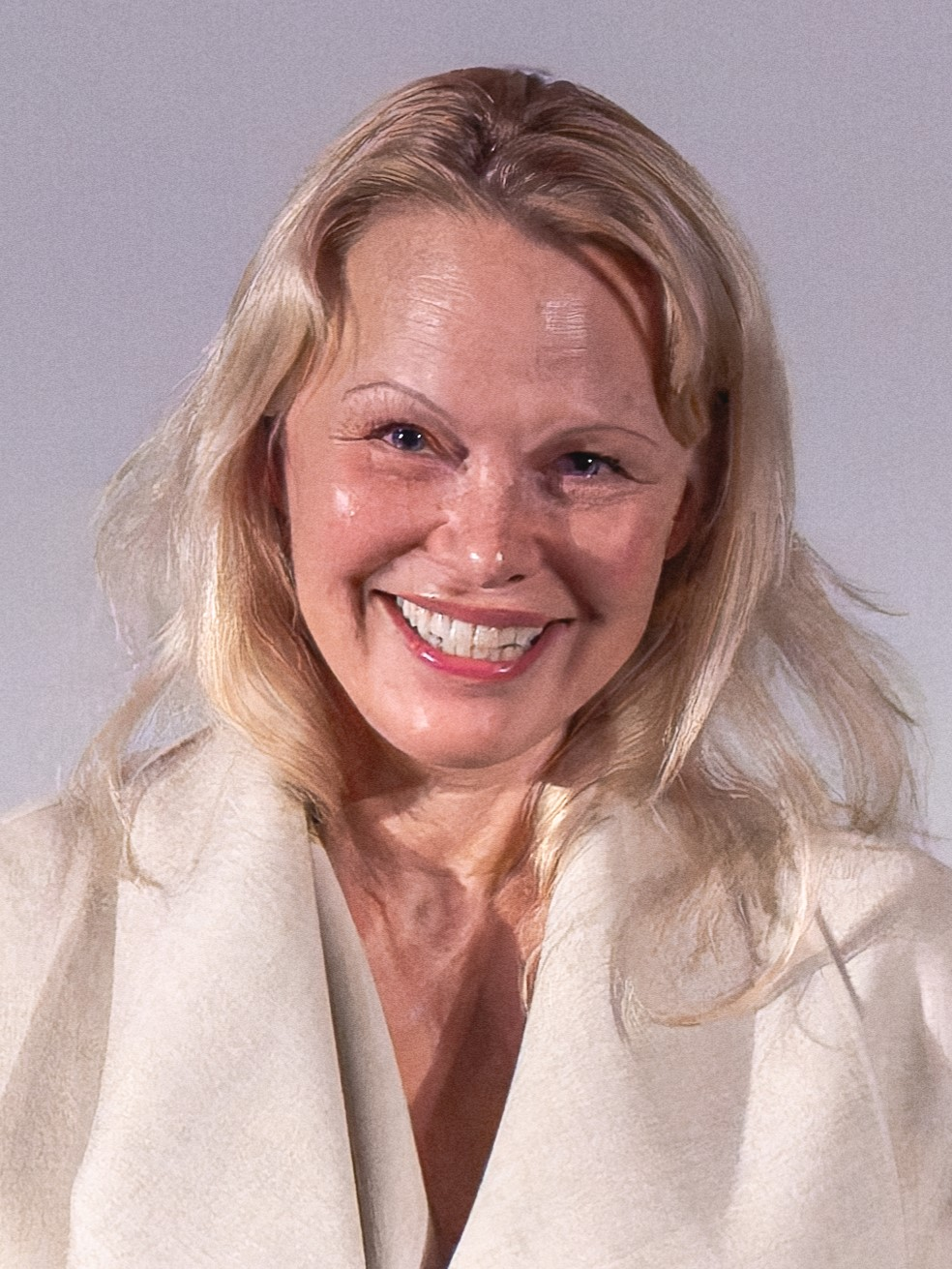
Pamela Anderson spielt das Showgirl Shelley Gardner

Pamela Anderson spielt in der Titelrolle das in die Jahre gekommene Showgirl Shelley Gardner. Billie Lourd ist in der Rolle ihrer Tochter Hannah zu sehen. Kiernan Shipka, vor allem bekannt aus der Fernsehserie Mad Men, spielt die jüngere Tänzerin Jodie. Die Oscar-Preisträgerin Jamie Lee Curtis spielt Shellys Freundin Annette, die in Las Vegas als Cocktailkellnerin arbeitet. Jason Schwartzman, der Bruder von Produzent Robert Schwartzman, spielt den Regisseur, der Shelley bei einem Casting für eine neue Show heruntermacht. In weiteren Rollen sind Brenda Song als die Tänzerin Marianne und Dave Bautista als Bühnenmanager, Shelleys Ex und Hannahs Vater Eddie zu sehen.
In der deutschen Synchronisation leiht Marion von Stengel Anderson in der Rolle von Shelly ihre Stimme und Tilo Schmitz seine Bautista in der Rolle von Eddie.

### Dreharbeiten und Filmmusik
Die Dreharbeiten fanden in Las Vegas statt und wurden Ende Januar 2024 beendet, innerhalb von 18 Tagen. Als Kamerafrau fungierte Autumn Durald Arkapaw, mit der Coppola bereits für ihre Filme Palo Alto und Mainstream zusammengearbeitet hatte.
Die Filmmusik komponierte Oscar-Preisträger Andrew Wyatt. Die Sängerin Miley Cyrus interpretierte für The Last Showgirl eigens den Song Beautiful That Way, den sie gemeinsam mit Wyatt und Lykke Zachrisson schrieb. Das Soundtrack-Album mit insgesamt 20 Musikstücken, darunter Beautiful That Way als letzter Track, wurde am 20. Dezember 2024 von Milan Records als Download veröffentlicht.

### Marketing und Veröffentlichung
Im Mai 2024 wurde The Last Showgirl beim Marché du film vorgestellt. Dort sicherte sich September Film Distribution die Rechte für die Benelux-Länder, Picturehouse für das Vereinigte Königreich, Filmcoopi Zürich für die Schweiz und Constantin Film für Deutschland. Die Premiere von The Last Showgirl fand am 6. September 2024 beim Toronto International Film Festival statt. Ebenfalls im September 2024 wurde er beim San Sebastian International Film Festival gezeigt. Im Oktober 2024 wurde The Last Showgirl beim Zurich Film Festival vorgestellt und Ende Oktober, Anfang November 2024 beim Savannah Film Festival. Hiernach erfolgten Vorstellungen beim Denver Film Festival. Am 4. Dezember 2024 eröffnete der Film das Whistler Film Festival. Ein regulärer Kinostart in Nordamerika soll durch Roadside Attractions erfolgen. Am 13. Dezember 2024 kam der Film in ausgewählte US-Kinos. Im Januar 2025 wird The Last Showgirl beim Tromsø International Film Festival gezeigt. Am 20. März 2025 kam der Film in die deutschen Kinos.

## Rezeption

### Kritiken
Von den bei Rotten Tomatoes aufgeführten Kritiken sind 83 Prozent positiv bei einer durchschnittlichen Bewertung mit 6,9 von 10 möglichen Punkten. Bei Metacritic erhielt der Film einen Metascore von 66 von 100 möglichen Punkten. Kritiker priesen einmütig die Leistung von Hauptdarstellerin Pamela Anderson.

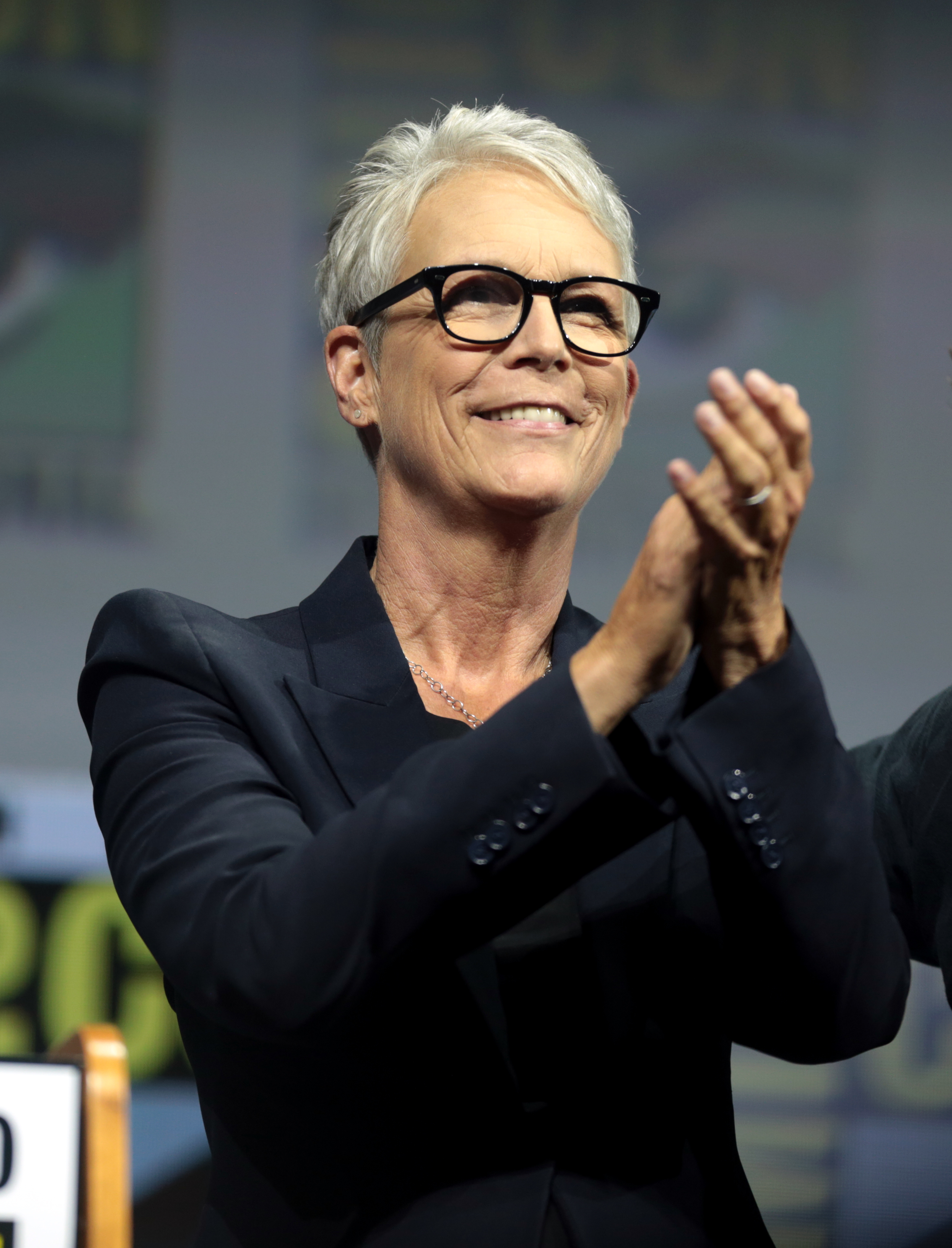
Jamie Lee Curtis spielt das ehemalige Showgirl Annette

Kate Erbland vom Online-Portal IndieWire vergab an The Last Show Girl die Schulnote „B+“ (deutsches Schulsystem: 2+), während die Figur der Shelly für Anderson „die Rolle ihres Lebens“ sei. Der Part fange „ihre unglaubliche emotionale Intensität und Verletzlichkeit vollständig“ ein und könnte sich für die Darstellerin als „Beginn einer brandneuen Karriere“ erweisen. Erbland hob auch die Leistungen von Jamie Lee Curtis als „wunderbar weltmüdes“ ehemaliges Showgirl Annette sowie von Kiernan Shipka, Brenda Song und Billie Lourd hervor. Coppola scheue „sich nicht, die düsterere Seite von Vegas zu zeigen“, präsentiere aber auch „Momente der Anmut und des Humors“. Erbland kritisierte, dass die Szenen ohne Anderson „ein wenig abflachen“ würden. Die Kamera von Autumn Durald Arkapaw sei „intim“ und „unglaublich texturreich“.
Pete Hammond vom Online-Brachendienst Deadline betitelte Anderson als „Offenbarung“ und pries sie als „sensationell“ in Gia Coppolas „kluger Geschichte“ an. Im Gegensatz zu Paul Verhoevens Showgirls (1995) erzähle The The Last Showgirl keine reine Ausbeutungsgeschichte. Der Kritiker fühlte sich eher an Jacqueline Bissets Darstellung eines Las-Vegas-Showgirls in Jerry Paris‘ Melodram Jung, hübsch und hemmungslos (1970) erinnert. Anderson trage den längsten Teil des Films kein Make-up, was für Verblüffung sorge, wenn man an ihr öffentliches Bild aus den Zeiten der Serie Baywatch (1992–1997) zurückdenke. Ähnlich wie Erbland zuvor, wies Hammond auf Andersons emotionales, dramatisches Spiel hin, das man vorher nicht hätte erahnen können. Wie Erbland verwies er auch auf die „großartige“ Leistung von Jamie Lee Curtis, die „mit bösem Witz“ jede Szene stehle. Hammond lobte auch die Leistungen von David Bautista als Showproduzent Eddie und Jason Schwartzman als Show-Regisseur sowie von Lourd, Shipka und Brenda Song.
Matthew Creith vom Branchendienst The Wrap lobte den Film als „Triumph für Anderson in einer Zeit, in der Hollywood auf Comebacks eingestellt“ sei. Ihre Rolle sei „eine gewagte Ergänzung zu den Vegas-Filmen von gestern“ und er rief den Erfolg von Nicolas Cage und Elisabeth Shue in Leaving Las Vegas (1995) in Erinnerung. Die Figur der Shelly sei „roh, schön und verrückt“. Ohne Anderson könne „The Last Showgirl möglicherweise ein abgestandener, unorigineller Blick hinter den Vorhang eines Las Vegas im Übergang sein“. Creith kritisierte, dass das Werk „mit seiner Handkameraarbeit und dem konventionellen Storytelling […] nie sein volles Potenzial in einer Weise“ ausschöpfe, „die sich mit seinem Publikum“ verbinde. Er lobte die „nuancierten und sensiblen Auftritte“ von Bautista und Lourd. Die meisten Nebenfiguren seien aber „unterentwickelt“. The Last Showgirl sei ein „ein Off-Beat-Film, in dem es viel zu viele Sequenzen“ gebe, „die die Hauptfiguren zeigen, die ziellos durch den Strip wandern und ins Leere sinnieren“.
Über das Ende des Films schrieb Shaina Weatherhead in ihrer Kritik für collider.com, The Last Showgirl höre auf, bevor man als Zuschauer sehen kann, was aus seinen Charakteren wird. Auch wenn es verlockend sein mag, zu wissen, was mit diesen Frauen passiert, nachdem sich der Vorhang bei „Le Razzle Dazzle“ geschlossen hat, sei dies als Ende richtig, denn Shelley wisse es auch nicht. Wenn sie bei ihrer letzten Vorstellung übersät mit Strasssteinen und strahlend vor Stolz auf der Bühne steht, werde klar, dass für sie in diesem Moment nichts anderes zählt. Als Zuschauer bleibe man mit Shelley und ihrem Gefühl unendlicher Freude zurück.

### Auszeichnungen
Astra Film Awards 2024
- Nominierung in der Kategorie Truly Indie Feature[31]

British Academy Film Awards 2025
- Nominierung als Beste Nebendarstellerin (Jamie Lee Curtis)[32]

Critics’ Choice Movie Awards 2025
- Nominierung als Bestes Lied („Beautiful That Way“, Miley Cyrus)[33]

Denver Film Festival 2024
- Auszeichnung mit dem Excellence in Songwriting & Composing Award (Andrew Wyatt)[34]

Golden Globe Awards 2025
- Nominierung als Beste Hauptdarstellerin – Drama (Pamela Anderson)
- Nominierung als Bester Filmsong („Beautiful That Way“,  Miley Cyrus, Lykke Li und Andrew Wyatt)

Gotham Awards 2024
- Nominierung für den Darstellerpreis (Pamela Anderson)[35]

Hamilton Behind the Camera Awards 2024
- Auszeichnung für die Beste Regie (Gia Coppola)[36]

Hollywood Music in Media Awards 2024
- Auszeichnung als Bester Song in einem Independent-Film („Beautiful That Way“, Miley Cyrus, Lykke Li und Andrew Wyatt)[37]

Make-Up Artists and Hair Stylists Guild Awards 2025
- Nominierung in der Kategorie Contemporary Hair Styling (Katy McClintock, Marc Boyle und Stephanie Hobgood)[38]

Miami Film Festival 2024
- Auszeichnung mit dem Art of Light Award (Pamela Anderson)[39]

San Diego Film Critics Society Awards 2024
- Nominierung für die Besten Kostüme (Jacqueline Getty und Rainy Jacobs)[40]

San Sebastian International Film Festival 2024
- Nominierung im Wettbewerb um die Goldene Muschel
- Auszeichnung mit dem Special Jury Prize (Gia Coppola)[41][42]

Screen Actors Guild Awards 2025
- Nominierung als Beste Hauptdarstellerin (Pamela Anderson)
- Nominierung als Beste Nebendarstellerin (Jamie Lee Curtis)[43]

Society of Composers & Lyricists Awards 2025
- Nominierung als Bester Song – Dramatic or Documentary Visual Media Production (Beautiful That Way, Andrew Wyatt, Lykke Li und Miley Cyrus)[44]